# Traun (Austria)
Traun – miasto w północnej Austrii, w kraju związkowym Górna Austria, w powiecie Linz-Land. Leży nad rzeką Traun, na południowy zachód od Linzu. Liczy 24 600 mieszkańców (2019).
W mieście rozwinął się przemysł spożywczy, elektrotechniczny oraz papierniczy.